# Saison 2021-2022 du Manchester City FC
Maillots
Chronologie
Saison précédente Saison suivante
La saison 2021-2022 de Manchester City est la 120e saison professionnelle du club et la 93e en première division anglaise. Championne d'Angleterre en titre, l'équipe est aussi engagée dans les deux coupes nationales (en étant détentrice du titre en Coupe de la Ligue) ainsi qu'en Ligue des Champions, dont elle a été finaliste la saison précédente.
Légèrement à la traine dans le premier tiers du championnat, l'équipe s'incline lors du Community Shield en début de saison puis dès le quatrième tour de la Carabao Cup, avant de signer une importante série de victoires pendant l'hiver pour reprendre la tête de la PL. Au Printemps, Manchester City s'incline en FA Cup face à Liverpool en 1/2 finale puis au même stade en Ligue des champions après un scénario rocambolesque sur la pelouse du Real Madrid. La saison se termine par le mano à mano avec Liverpool en Championnat, qui revient pour la quatrième fois en cinq ans aux Cityzens.

## Transferts et prêts

### Mercato estival
Le tableau suivant liste les transferts et les prêts de joueurs arrivant ou partant de Manchester City durant le mercato estival 2021.
| Arrivées         |            |     |                |                   |              |                  |                                     |
| Joueur           | Pays       | Âge | Poste          | Type de transfert | Durée        | Indemnité        | Provenance                          |
| Angeliño         | Espagne    | 23  | Milieu         | Retour de prêt    | -            | -                | RB Leipzig (Bundesliga)             |
| Scott Carson     | Angleterre | 35  | Gardien de but | Signature libre   | 1 an         | -                | Derby County FC (EFL Championship)  |
| Jack Grealish    | Angleterre | 23  | Milieu         | Transfert         | 6 ans        | 117 millions d'€ | Aston Villa FC (Premier League)     |
| Kayky            | Brésil     | 18  | Milieu         | Transfert         |              |                  | Fluminense FC (Brasileirão Série A) |
| Départs          |            |     |                |                   |              |                  |                                     |
| Joueur           | Pays       | Âge | Poste          | Type de transfert | Durée        | Indemnité        | Destination                         |
| Sergio Agüero    | Argentine  | 32  | Attaquant      | Fin de contrat    | 2 ans (2023) | Gratuit          | FC Barcelone (LaLiga)               |
| Angeliño         | Espagne    | 23  | Milieu         | Transfert         | 4 ans (2025) | 30 millions d'€  | RB Leipzig (Bundesliga)             |
| Scott Carson     | Angleterre | 35  | Gardien de but | Fin de prêt       | -            | -                | Derby County FC (EFL Championship)  |
| Eric García      | Espagne    | 20  | Défenseur      | Fin de contrat    | 5 ans (2026) | Gratuit          | FC Barcelone (LaLiga)               |
| Arijanet Murić   | Kosovo     | 23  | Gardien de but | Prêt              | 1 an         |                  | Adana Demirspor (Süper Lig)         |
| Patrick Roberts  | Angleterre | 24  | Milieu         | Prêt              | 1 an         |                  | ES Troyes AC (Ligue 2)              |
| Philippe Sandler | Pays-Bas   | 24  | Défenseur      | Prêt              | 1 an         |                  | ES Troyes AC (Ligue 2)              |

### Mercato hivernal
Le tableau suivant liste les transferts et les prêts de joueurs arrivant ou partant de Manchester City durant le mercato hivernal 2021-2022.
| Arrivées         |            |     |           |                        |                      |                 |                                   |
| Joueur           | Pays       | Âge | Poste     | Type de transfert      | Durée                | Indemnité       | Provenance                        |
| Julián Álvarez   | Argentine  | 21  | Attaquant | Transfert              | 5 ans et demi (2027) | 21 millions d'€ | CA River Plate (Primera División) |
| Philippe Sandler | Pays-Bas   | 24  | Défenseur | Fin de prêt            | -                    | -               | ES Troyes AC (Ligue 2)            |
| Départs          |            |     |           |                        |                      |                 |                                   |
| Joueur           | Pays       | Âge | Poste     | Type de transfert      | Durée                | Indemnité       | Destination                       |
| Julián Álvarez   | Argentine  | 21  | Attaquant | Prêt                   | 6 mois (2022)        |                 | CA River Plate (Primera División) |
| Patrick Roberts  | Angleterre | 24  | Milieu    | Résiliation de contrat |                      | -               | Sunderland AFC (League One)       |
| Philippe Sandler | Pays-Bas   | 24  | Défenseur | Transfert              | 6 mois (2022)        |                 | Feyenoord Rotterdam (Eredivisie)  |
| Ferran Torres    | Espagne    | 21  | Attaquant | Transfert              | 5 ans (2027)         | 55 millions d'€ | FC Barcelone (LaLiga)             |

## Effectif
Le premier tableau liste l'effectif professionnel de Manchester City pour la saison 2021-2022.

## Compétitions

### Community Shield
Manchester City, le champion d'Angleterre 2020-2021, affronte le vainqueur de la FA Cup 2020-2021, Leicester City, au Stade de Wembley le 7 août 2021 pour l'ouverture de la saison, marquée par le Community Shield.
| Leicester City · |                       |     |
| Titulaires :     |                       |     |
|                  |                       |     |
| 01               | Kasper Schmeichel     |     |
| 21               | Ricardo Pereira       |     |
| 18               | Daniel Amartey        |     |
| 04               | Çağlar Söyüncü        |     |
| 05               | Ryan Bertrand         | 78e |
| 08               | Youri Tielemans       | 72e |
| 25               | Wilfred Ndidi         |     |
| 17               | Ayoze Pérez           | 71e |
| 10               | James Maddison        | 71e |
| 07               | Harvey Barnes         | 79e |
| 09               | Jamie Vardy           | 71e |
|                  |                       |     |
| Remplaçants :    |                       |     |
| 12               | Danny Ward            |     |
| 16               | Filip Benković        |     |
| 33               | Luke Thomas           | 78e |
| 11               | Marc Albrighton       | 71e |
| 20               | Hamza Choudhury       |     |
| 22               | Kiernan Dewsbury-Hall | 71e |
| 42               | Boubakary Soumaré     | 72e |
| 14               | Kelechi Iheanacho     | 79e |
| 29               | Patson Daka           | 71e |
|                  |                       |     |
| Entraîneur :     |                       |     |
| Brendan Rodgers  |                       |     |

| Manchester City · |                  |     |
| Titulaires :      |                  |     |
|                   |                  |     |
| 13                | Zack Steffen     |     |
| 27                | João Cancelo     |     |
| 03                | Rúben Dias       |     |
| 06                | Nathan Aké       |     |
| 22                | Benjamin Mendy   |     |
| 80                | Cole Palmer      | 74e |
| 25                | Fernandinho      |     |
| 08                | İlkay Gündoğan   | 65e |
| 26                | Riyad Mahrez     |     |
| 21                | Ferran Torres    | 74e |
| 53                | Samuel Edozie    | 65e |
|                   |                  |     |
| Remplaçants :     |                  |     |
| 33                | Scott Carson     |     |
| 34                | Philippe Sandler |     |
| 39                | Yan Couto        |     |
| 10                | Jack Grealish    | 65e |
| 16                | Rodrigo          | 65e |
| 20                | Bernardo Silva   | 74e |
| 69                | Tommy Doyle      |     |
| 81                | Claudio Gomes    |     |
| 96                | Ben Knight       | 74e |
|                   |                  |     |
| Entraîneur :      |                  |     |
| Pep Guardiola     |                  |     |

| Leicester City · |                       |     |
| Titulaires :     |                       |     |
|                  |                       |     |
| 01               | Kasper Schmeichel     |     |
| 21               | Ricardo Pereira       |     |
| 18               | Daniel Amartey        |     |
| 04               | Çağlar Söyüncü        |     |
| 05               | Ryan Bertrand         | 78e |
| 08               | Youri Tielemans       | 72e |
| 25               | Wilfred Ndidi         |     |
| 17               | Ayoze Pérez           | 71e |
| 10               | James Maddison        | 71e |
| 07               | Harvey Barnes         | 79e |
| 09               | Jamie Vardy           | 71e |
|                  |                       |     |
| Remplaçants :    |                       |     |
| 12               | Danny Ward            |     |
| 16               | Filip Benković        |     |
| 33               | Luke Thomas           | 78e |
| 11               | Marc Albrighton       | 71e |
| 20               | Hamza Choudhury       |     |
| 22               | Kiernan Dewsbury-Hall | 71e |
| 42               | Boubakary Soumaré     | 72e |
| 14               | Kelechi Iheanacho     | 79e |
| 29               | Patson Daka           | 71e |
|                  |                       |     |
| Entraîneur :     |                       |     |
| Brendan Rodgers  |                       |     |

| Manchester City · |                  |     |
| Titulaires :      |                  |     |
|                   |                  |     |
| 13                | Zack Steffen     |     |
| 27                | João Cancelo     |     |
| 03                | Rúben Dias       |     |
| 06                | Nathan Aké       |     |
| 22                | Benjamin Mendy   |     |
| 80                | Cole Palmer      | 74e |
| 25                | Fernandinho      |     |
| 08                | İlkay Gündoğan   | 65e |
| 26                | Riyad Mahrez     |     |
| 21                | Ferran Torres    | 74e |
| 53                | Samuel Edozie    | 65e |
|                   |                  |     |
| Remplaçants :     |                  |     |
| 33                | Scott Carson     |     |
| 34                | Philippe Sandler |     |
| 39                | Yan Couto        |     |
| 10                | Jack Grealish    | 65e |
| 16                | Rodrigo          | 65e |
| 20                | Bernardo Silva   | 74e |
| 69                | Tommy Doyle      |     |
| 81                | Claudio Gomes    |     |
| 96                | Ben Knight       | 74e |
|                   |                  |     |
| Entraîneur :      |                  |     |
| Pep Guardiola     |                  |     |

### Championnat

#### Détail des rencontres

##### Journées 1 à 5
| 1re journée        | Tottenham Hotspur | 1 – 0   | Manchester City |                                                                     |                                                                     |
| 15 août 2021 17h30 | ( Bergwijn) Son 55e | (0–0)   | | Tottenham Hotspur Stadium, Londres (Tottenham) Spectateurs : 58 262 | Tottenham Hotspur Stadium, Londres (Tottenham) Spectateurs : 58 262 |
| 15 août 2021 17h30 | L. Moura 66e · Sánchez 90+1e | Rapport | 90+1e Grealish · | Tottenham Hotspur Stadium, Londres (Tottenham) Spectateurs : 58 262 | Tottenham Hotspur Stadium, Londres (Tottenham) Spectateurs : 58 262 |
| 15 août 2021 17h30 | Lloris – Reguilón, Sánchez, Dier, Tanganga ( 83e Doherty) – Højbjerg ( 90e Romero), Alli, Skipp – Son, Bergwijn ( 77e Lo Celso), L. Moura | Équipes | Ederson – Rúben, Aké, Mendy ( 79e Zinchenko), Cancelo – Gündoğan, Grealish, Fernandinho – Sterling ( 70e Jesus), Torres, Mahrez ( 79e De Bruyne) | Tottenham Hotspur Stadium, Londres (Tottenham) Spectateurs : 58 262 | Tottenham Hotspur Stadium, Londres (Tottenham) Spectateurs : 58 262 |

| 2e journée         | Manchester City | 5 – 0   | Norwich City |                                                 |                                                 |
| 21 août 2021 16h00 | Krul 7e (csc) · ( Jesus) Grealish 22e · Laporte 64e · ( Jesus) Sterling 71e · ( Rúben) Mahrez 84e                                             | (2 – 0) | | Etihad Stadium, Manchester Spectateurs : 51 437 | Etihad Stadium, Manchester Spectateurs : 51 437 |
| 21 août 2021 16h00 | Gündoğan 39e | Rapport | | Etihad Stadium, Manchester Spectateurs : 51 437 | Etihad Stadium, Manchester Spectateurs : 51 437 |
| 21 août 2021 16h00 | Ederson – Walker, Rúben, Laporte, Cancelo – Gündoğan ( 69e Palmer), Rodrigo, Bernardo – Jesus, Grealish ( 75e Mahrez), Torres ( 61e Sterling) | Équipes | Krul – Aarons, Gibson, Hanley, Giannoúlis ( 45e Mumba) – Rupp ( 45e McLean), Gilmour, Lees-Melou – Cantwell, Rashica, Pukki ( 77e Sargent) | Etihad Stadium, Manchester Spectateurs : 51 437 | Etihad Stadium, Manchester Spectateurs : 51 437 |

| 3e journée         | Manchester City | 5 – 0   | Arsenal |                                                 |                                                 |
| 28 août 2021 13h30 | ( Jesus) Gündoğan 7e · Torres 12e · ( Grealish) Jesus 43e · ( Torres) Rodrigo 53e · ( Mahrez) Torres 84e                                         | (3 – 0) | | Etihad Stadium, Manchester Spectateurs : 52 276 | Etihad Stadium, Manchester Spectateurs : 52 276 |
| 28 août 2021 13h30 | Rodrigo 67e | Rapport | 24e Cédric · 28e Kolašinac · 35e Xhaka · | Etihad Stadium, Manchester Spectateurs : 52 276 | Etihad Stadium, Manchester Spectateurs : 52 276 |
| 28 août 2021 13h30 | Ederson – Walker ( 45e Zinchenko), Rúben, Laporte, Cancelo – Gündoğan, Rodrigo, Bernardo ( 58e Sterling) – Jesus ( 61e Mahrez), Grealish, Torres | Équipes | Leno – Tierney, Holding, Cédric, Chambers, Kolašinac – Saka ( 45e Elneny), Ødegaard ( 71e Maitland-Niles), Smith-Rowe, Xhaka – Aubameyang ( 59e Lacazette) | Etihad Stadium, Manchester Spectateurs : 52 276 | Etihad Stadium, Manchester Spectateurs : 52 276 |

| 4e journée              | Leicester City | 0 – 1   | Manchester City |                                                    |                                                    |
| 11 septembre 2021 16h00 | | (0 – 0) | 62e Bernardo | King Power Stadium, Leicester Spectateurs : 32 087 | King Power Stadium, Leicester Spectateurs : 32 087 |
| 11 septembre 2021 16h00 | Söyüncü 75e | Rapport | 26e Rodrigo · 38e Laporte · | King Power Stadium, Leicester Spectateurs : 32 087 | King Power Stadium, Leicester Spectateurs : 32 087 |
| 11 septembre 2021 16h00 | Schmeichel – Söyüncü, Bertrand, Vestergaard ( 61e Evans), Castagne – Barnes ( 73e Lookman), Tielemans, Maddison ( 73e Iheanacho), Albrighton, Ndidi – Vardy | Équipes | Ederson – Walker, Rúben, Laporte, Cancelo – Gündoğan, Rodrigo, Bernardo – Jesus ( 84e Fernandinho), Grealish, Torres ( 64e Sterling) | King Power Stadium, Leicester Spectateurs : 32 087 | King Power Stadium, Leicester Spectateurs : 32 087 |

| 5e journée              | Manchester City | 0 – 0   | Southampton |                                                 |                                                 |
| 18 septembre 2021 16h00 | | (0 – 0) | | Etihad Stadium, Manchester Spectateurs : 52 698 | Etihad Stadium, Manchester Spectateurs : 52 698 |
| 18 septembre 2021 16h00 | | Rapport | 52e Walker-Peters · 84e Livramento · | Etihad Stadium, Manchester Spectateurs : 52 698 | Etihad Stadium, Manchester Spectateurs : 52 698 |
| 18 septembre 2021 16h00 | Ederson – Walker, Rúben, Aké, Cancelo – Gündoğan, Bernardo ( 72e Foden), Fernandinho ( 65e De Bruyne) – Sterling, Jesus ( 67e Mahrez), Grealish | Équipes | McCarthy – Walker-Peters, Stephens ( 37e Salisu), Livramento ( 86e Perraud), Bednarek – Romeu, Ward-Prowse, Redmond, Elyounoussi – Armstrong, Adams ( 68e Broja) | Etihad Stadium, Manchester Spectateurs : 52 698 | Etihad Stadium, Manchester Spectateurs : 52 698 |

##### Journées 6 à 10
| 6e journée              | Chelsea | 0 – 1   | Manchester City |                                                        |                                                        |
| 25 septembre 2021 13h30 | | (0 – 0) | 53e Jesus (Cancelo ) | Stamford Bridge, Londres (Fulham) Spectateurs : 40 036 | Stamford Bridge, Londres (Fulham) Spectateurs : 40 036 |
| 25 septembre 2021 13h30 | Alonso 77e · Christensen 78e · Rüdiger 84e | Rapport | 65e Laporte · 90+5e Rúben · | Stamford Bridge, Londres (Fulham) Spectateurs : 40 036 | Stamford Bridge, Londres (Fulham) Spectateurs : 40 036 |
| 25 septembre 2021 13h30 | Mendy – Rüdiger, Christensen, Azpilicueta – Alonso, Jorginho ( 76e Loftus-Cheek), Kanté ( 60e Havertz), Kovačić, James ( 29e T. Silva) – Lukaku, Werner | Équipes | Ederson – Walker, Rúben, Laporte, Cancelo – Rodrigo, De Bruyne ( 81e Mahrez), Bernardo – Jesus, Grealish ( 87e Sterling), Foden ( 87e Fernandinho) | Stamford Bridge, Londres (Fulham) Spectateurs : 40 036 | Stamford Bridge, Londres (Fulham) Spectateurs : 40 036 |

| 7e journée           | Liverpool | 2 – 2   | Manchester City                                                                                                   |                                         |                                         |
| 3 octobre 2021 17h30 | ( Salah) Mané 59e · ( Jones) Salah 76e                                                                                   | (0 – 0) | 69e Foden (Jesus ) · 81e De Bruyne                                                                                | Anfield, Liverpool Spectateurs : 53 102 | Anfield, Liverpool Spectateurs : 53 102 |
| 3 octobre 2021 17h30 | Milner 42e · Jota 65e · Fabinho 83e                                                                                      | Rapport | 26e Rúben · 56e Cancelo · 77e Bernardo ·                                                                          | Anfield, Liverpool Spectateurs : 53 102 | Anfield, Liverpool Spectateurs : 53 102 |
| 3 octobre 2021 17h30 | Alisson – Van Dijk, Milner ( 78e Gomez), Robertson, Matip – Fabinho, Henderson, Jones – Mané, Salah, Jota ( 68e Firmino) | Équipes | Ederson – Walker, Rúben, Laporte, Cancelo – Rodrigo, De Bruyne, Bernardo – Jesus, Grealish ( 66e Sterling), Foden | Anfield, Liverpool Spectateurs : 53 102 | Anfield, Liverpool Spectateurs : 53 102 |

| 8e journée            | Manchester City | 2 – 0   | Burnley |                                                 |                                                 |
| 16 octobre 2021 16h00 | Bernardo 12e · De Bruyne 70e | (1 – 0) | | Etihad Stadium, Manchester Spectateurs : 52 711 | Etihad Stadium, Manchester Spectateurs : 52 711 |
| 16 octobre 2021 16h00 | Laporte 45+3e | Rapport | | Etihad Stadium, Manchester Spectateurs : 52 711 | Etihad Stadium, Manchester Spectateurs : 52 711 |
| 16 octobre 2021 16h00 | Steffen – Stones, Aké, Laporte ( 72e Rúben), Cancelo – Rodrigo, De Bruyne ( 84e Fernandinho), Bernardo ( 90+1e Palmer) – Sterling, Mahrez, Foden | Équipes | Pope – Lowton, Tarkowski, Collins, Pieters – Cork ( 72e Guðmundsson), Brownhill, McNeil, Westwood – Wood ( 82e Rodriguez), Cornet ( 56e Barnes) | Etihad Stadium, Manchester Spectateurs : 52 711 | Etihad Stadium, Manchester Spectateurs : 52 711 |

| 9e journée            | Brighton & Hove Albion | 1 – 4   | Manchester City |                                                                 |                                                                 |
| 23 octobre 2021 18h30 | Mac Allister 81e (pen.) | (0 – 3) | 13e Gündoğan (Bernardo ) · 28e Foden (Grealish ) · 31e Foden (Jesus ) · 90+5e Mahrez (Foden )                                                      | American Express Community Stadium, Falmer Spectateurs : 31 215 | American Express Community Stadium, Falmer Spectateurs : 31 215 |
| 23 octobre 2021 18h30 | Moder 63e · Lallana 70e | Rapport | 22e Walker · 60e Cancelo · 84e Ederson · | American Express Community Stadium, Falmer Spectateurs : 31 215 | American Express Community Stadium, Falmer Spectateurs : 31 215 |
| 23 octobre 2021 18h30 | Sánchez – Dunk, Burn ( 57e Lamptey), Veltman – Cucurella, Groß ( 72e Mac Allister), Lallana, Moder, March – Maupay ( 58e Mwepu), Trossard | Équipes | Ederson – Walker, Rúben, Laporte, Cancelo – Gündoğan ( 75e Fernandinho), Rodrigo, Bernardo – Jesus ( 87e Mahrez), Grealish ( 77e De Bruyne), Foden | American Express Community Stadium, Falmer Spectateurs : 31 215 | American Express Community Stadium, Falmer Spectateurs : 31 215 |

| 10e journée           | Manchester City | 0 – 2   | Crystal Palace |                                                 |                                                 |
| 30 octobre 2021 16h00 | | (0 – 1) | 6e Zaha (Gallagher ) · 88e Gallagher (Olise )                                                                                            | Etihad Stadium, Manchester Spectateurs : 53 014 | Etihad Stadium, Manchester Spectateurs : 53 014 |
| 30 octobre 2021 16h00 | Laporte 45+2e · Bernardo 45+5e · Ederson 45+6e                                                                                                | Rapport | 27e Ayew · 65e Gallagher · 86e Guaita ·                                                                                                  | Etihad Stadium, Manchester Spectateurs : 53 014 | Etihad Stadium, Manchester Spectateurs : 53 014 |
| 30 octobre 2021 16h00 | Ederson – Walker, Rúben, Laporte, Cancelo ( 78e Mahrez) – Rodrigo, De Bruyne ( 59e Stones), Bernardo – Jesus, Grealish ( 78e Sterling), Foden | Équipes | Guaita – Ward, Mitchell, Guehi, Andersen – Kouyaté ( 85e Olise), McArthur, Gallagher – Ayew ( 65e Benteke), Zaha, Édouard ( 73e Schlupp) | Etihad Stadium, Manchester Spectateurs : 53 014 | Etihad Stadium, Manchester Spectateurs : 53 014 |

##### Journées 11 à 15
| 11e journée           | Manchester United | 0 – 2   | Manchester City                                                                                  |                                               |                                               |
| 6 novembre 2021 13h30 | | (0 – 2) | 7e (csc) Bailly · 45e Bernardo (Cancel )                                                         | Old Trafford, Manchester Spectateurs : 73 086 | Old Trafford, Manchester Spectateurs : 73 086 |
| 6 novembre 2021 13h30 | Ronaldo 90e | Rapport | 48e Cancelo · 58e Bernardo ·                                                                     | Old Trafford, Manchester Spectateurs : 73 086 | Old Trafford, Manchester Spectateurs : 73 086 |
| 6 novembre 2021 13h30 | De Gea – Lindelöf, Bailly ( 45e Sancho), Maguire – Fred ( 80e Van de Beek), B. Fernandes, Shaw ( 73e Telles), Wan-Bissaka, McTominay – Ronaldo, Greenwood ( 67e Rashford) | Équipes | Ederson – Walker, Rúben, Stones, Cancelo – Gündoğan, Rodrigo, De Bruyne – Jesus, Bernardo, Foden | Old Trafford, Manchester Spectateurs : 73 086 | Old Trafford, Manchester Spectateurs : 73 086 |

| 12e journée            | Manchester City | 3 – 0   | Everton |                                                 |                                                 |
| 21 novembre 2021 15h00 | ( Cancelo) Sterling 44e · Rodrigo 55e · Bernardo 86e                                                                                      | (1 – 0) | | Etihad Stadium, Manchester Spectateurs : 52 571 | Etihad Stadium, Manchester Spectateurs : 52 571 |
| 21 novembre 2021 15h00 | Laporte 45+3e | Rapport | 31e Richarlison · | Etihad Stadium, Manchester Spectateurs : 52 571 | Etihad Stadium, Manchester Spectateurs : 52 571 |
| 21 novembre 2021 15h00 | Ederson – Walker, Stones, Laporte ( 76e Aké), Cancelo – Gündoğan, Rodrigo, Bernardo – Sterling, Foden ( 58e Mahrez), Palmer ( 87e McAtee) | Équipes | Pickford – Keane, Digne, Godfrey, Coleman – Allan ( 90e Onyango), Delph ( 63e Rondón), Gray ( 17e Iwobi), Gordon – Richarlison, Townsend | Etihad Stadium, Manchester Spectateurs : 52 571 | Etihad Stadium, Manchester Spectateurs : 52 571 |

| 13e journée            | Manchester City | 2 – 1   | West Ham United |                            |                            |
| 28 novembre 2021 15h00 | Gündoğan 33e · ( Gündoğan) Fernandinho 90e                                                                           | (1 – 0) | 90+4e Lanzini | Etihad Stadium, Manchester | Etihad Stadium, Manchester |
| 28 novembre 2021 15h00 | Laporte 29e · Cancelo 61e                                                                                            | Rapport | | Etihad Stadium, Manchester | Etihad Stadium, Manchester |
| 28 novembre 2021 15h00 | Ederson – Walker, Rúben, Laporte, Cancelo – Gündoğan, Rodrigo, Bernardo – Sterling ( 87e Fernandinho), Jesus, Mahrez | Équipes | Fabiański – Cresswell ( 61e Coufal), Zouma, Dawson, Johnson – Fornals, Benrahma ( 59e Lanzini), Masuaku ( 74e Bowen), Souček, Rice – Antonio | Etihad Stadium, Manchester | Etihad Stadium, Manchester |

| 14e journée             | Aston Villa | 1 – 2   | Manchester City |                                             |                                             |
| 1er décembre 2021 21h15 | ( Luiz) Watkins 47e | (0 – 2) | 27e Rúben (Sterling ) · 43e Bernardo (Jesus )                                                                       | Villa Park, Birmingham Spectateurs : 41 400 | Villa Park, Birmingham Spectateurs : 41 400 |
| 1er décembre 2021 21h15 | Rapport |         | | Villa Park, Birmingham Spectateurs : 41 400 | Villa Park, Birmingham Spectateurs : 41 400 |
| 1er décembre 2021 21h15 | Martínez – Cash, Targett ( 67e Chukwuemeka), Konsa, Mings – Luiz, McGinn, Nakamba ( 77e Sanson) – Buendía, Watkins, Bailey ( 31e Young) | Équipes | Ederson – Rúben, Aké, Zinchenko, Cancelo – Sterling, Rodrigo, Bernardo, Fernandinho, Mahrez – Jesus ( 87e Grealish) | Villa Park, Birmingham Spectateurs : 41 400 | Villa Park, Birmingham Spectateurs : 41 400 |

| 15e journée           | Watford | 1 – 3   | Manchester City |                                             |                                             |
| 4 décembre 2021 18h30 | Hernández 74e | (0 – 2) | 4e Sterling (Foden ) · 31e Bernardo · 63e Bernardo (Walker )                                                                                    | Vicarage Road, Watford Spectateurs : 20 673 | Vicarage Road, Watford Spectateurs : 20 673 |
| 4 décembre 2021 18h30 | King 7e · Rose 31e · Cathcart 85e | Rapport | | Vicarage Road, Watford Spectateurs : 20 673 | Vicarage Road, Watford Spectateurs : 20 673 |
| 4 décembre 2021 18h30 | Bachmann – Rose ( 71e Ngakia), Troost-Ekong, Cathcart, Kiko – Louza ( 45e Hernández), Cleverley ( 45e Kucka), Pedro, Sissoko, Dennis – King | Équipes | Ederson – Walker, Rúben, Laporte, Cancelo – Gündoğan ( 67e De Bruyne), Rodrigo, Bernardo – Sterling, Grealish ( 68e Mahrez), Foden ( 75e Jesus) | Vicarage Road, Watford Spectateurs : 20 673 | Vicarage Road, Watford Spectateurs : 20 673 |

##### Journées 16 à 20
| 16e journée            | Manchester City | 1 – 0   | Wolverhampton Wanderers |                                                 |                                                 |
| 11 décembre 2021 13h30 | Sterling 66e (pen.) | (0 – 0) | | Etihad Stadium, Manchester Spectateurs : 52 613 | Etihad Stadium, Manchester Spectateurs : 52 613 |
| 11 décembre 2021 13h30 | Rúben 40e · Rodrigo 43e · Cancelo 81e                                                                                                | Rapport | 45+1e, 45+2e Jiménez · 45+4e Neves · 78e Dendoncker ·                                                                                   | Etihad Stadium, Manchester Spectateurs : 52 613 | Etihad Stadium, Manchester Spectateurs : 52 613 |
| 11 décembre 2021 13h30 | Ederson – Rúben, Zinchenko, Laporte, Cancelo – Gündoğan ( 56e Foden), Rodrigo, Bernardo – Sterling, Jesus, Grealish ( 74e De Bruyne) | Équipes | Sá – Coady, Kilman, Saïss – Aït-Nouri, Neves ( 82e Trincão), Semedo, Moutinho, Dendoncker ( 87e Podence) – Jiménez, Traoré ( 67e Hwang) | Etihad Stadium, Manchester Spectateurs : 52 613 | Etihad Stadium, Manchester Spectateurs : 52 613 |

| 17e journée            | Manchester City | 7 – 0   | Leeds United |                                                 |                                                 |
| 14 décembre 2021 21h00 | Foden 8e · ( Mahrez) Grealish 13e · ( Rodrigo) De Bruyne 32e · ( Gündoğan) Mahrez 49e · ( Gündoğan) De Bruyne 62e · Stones 74e · ( Foden) Aké 62e  | (3 – 0) | | Etihad Stadium, Manchester Spectateurs : 52 401 | Etihad Stadium, Manchester Spectateurs : 52 401 |
| 14 décembre 2021 21h00 | Rúben 40e | Rapport | 20e Firpo · | Etihad Stadium, Manchester Spectateurs : 52 401 | Etihad Stadium, Manchester Spectateurs : 52 401 |
| 14 décembre 2021 21h00 | Ederson – Rúben ( 65e Aké), Stones, Zinchenko, Laporte – Grealish, Rodrigo ( 56e Fernandinho), De Bruyne, Bernardo ( 45e Gündoğan), Mahrez – Foden | Équipes | Meslier – Ayling, Firpo ( 73e Drameh), Llorente, Shackleton ( 38e Klich) – Forshaw, Raphinha, Roberts, Dallas, Harrison – James ( 45e Gelhardt) | Etihad Stadium, Manchester Spectateurs : 52 401 | Etihad Stadium, Manchester Spectateurs : 52 401 |

| 18e journée            | Newcastle United | 0 – 4   | Manchester City |                                                          |                                                          |
| 19 décembre 2021 15h00 | | (0 – 2) | 5e Rúben (Cancelo ) · 27e Cancelo (Mahrez ) · 63e Mahrez (Zinchenko ) · 86e Sterling (Jesus )                                                        | St James' Park, Newcastle upon Tyne Spectateurs : 52 127 | St James' Park, Newcastle upon Tyne Spectateurs : 52 127 |
| 19 décembre 2021 15h00 | Hayden 21e | Rapport | 25e Rodrigo · 30e Bernardo · | St James' Park, Newcastle upon Tyne Spectateurs : 52 127 | St James' Park, Newcastle upon Tyne Spectateurs : 52 127 |
| 19 décembre 2021 15h00 | Dúbravka – Clark, Lascelles, Ritchie, Murphy – Joelinton, Hayden ( 61e Longstaff), Fraser, Almirón ( 80e Hendrick), Willock ( 45e Saint-Maximin) – Wilson | Équipes | Ederson – Rúben ( 70e Stones), Zinchenko, Laporte, Cancelo – Sterling, Rodrigo ( 68e Fernandinho), De Bruyne, Bernardo, Mahrez ( 77e Palmer) – Jesus | St James' Park, Newcastle upon Tyne Spectateurs : 52 127 | St James' Park, Newcastle upon Tyne Spectateurs : 52 127 |

| 19e journée            | Manchester City | 6 – 3   | Leicester City |                                                 |                                                 |
| 26 décembre 2021 16h00 | ( Fernandinho) De Bruyne 5e · Mahrez 14e (pen.) · Gündoğan 21e · Sterling 25e (pen.) · ( Mahrez) Laporte 69e · ( Rúben) Sterling 87e | (4 – 0) | 55e Maddison (Iheanacho ) · 59e Lookman (Iheanacho ) · 65e Iheanacho                                                                                    | Etihad Stadium, Manchester Spectateurs : 53 226 | Etihad Stadium, Manchester Spectateurs : 53 226 |
| 26 décembre 2021 16h00 | Fernandinho 90+1e | Rapport | 45e Vestergaard · 75e Maddison · | Etihad Stadium, Manchester Spectateurs : 53 226 | Etihad Stadium, Manchester Spectateurs : 53 226 |
| 26 décembre 2021 16h00 | Ederson – Rúben, Zinchenko, Laporte, Cancelo – Gündoğan, De Bruyne ( 71e Foden), Fernandinho – Sterling, Bernardo, Mahrez            | Équipes | Schmeichel – Albrighton, Amartey, Vestergaard, Thomas – Tielemans ( 71e Choudhury), Pérez ( 45e Castagne), Dewsbury-Hall, Lookman – Maddison, Iheanacho | Etihad Stadium, Manchester Spectateurs : 53 226 | Etihad Stadium, Manchester Spectateurs : 53 226 |

| 20e journée            | Brentford | 0 – 1   | Manchester City                                                                                    |                                                  |                                                  |
| 29 décembre 2021 21h15 | | (0 – 1) | 16e Foden (De Bruyne )                                                                             | Brentford Community Stadium, Londres (Brentford) | Brentford Community Stadium, Londres (Brentford) |
| 29 décembre 2021 21h15 | Rapport |         | | Brentford Community Stadium, Londres (Brentford) | Brentford Community Stadium, Londres (Brentford) |
| 29 décembre 2021 21h15 | Fernández – Pinnock, Jansson, Sørensen – Onyeka ( 75e Bidstrup), Thompson ( 82e Ghoddos), Jensen, Baptiste, Roerslev – Wissa ( 69e Canós), Toney | Équipes | Ederson – Rúben, Aké, Laporte, Cancelo – De Bruyne, Bernardo, Fernandinho – Jesus, Grealish, Foden | Brentford Community Stadium, Londres (Brentford) | Brentford Community Stadium, Londres (Brentford) |

##### Journées 21 à 25
| 21e journée            | Arsenal | 1 – 2   | Manchester City                                                                                                 |                                                           |                                                           |
| 1er janvier 2022 13h30 | ( Tierney) Saka 31e | (1 – 0) | 57e (pen.) Mahrez · 90+3e Rodrigo                                                                               | Emirates Stadium, Londres (Highbury) Spectateurs : 59 757 | Emirates Stadium, Londres (Highbury) Spectateurs : 59 757 |
| 1er janvier 2022 13h30 | Xhaka 34e · Gabriel 57e, 59e · Saka 63e · Holding 68e                                                                                               | Rapport | 90+4e Rodrigo · 90+5e Bernardo ·                                                                                | Emirates Stadium, Londres (Highbury) Spectateurs : 59 757 | Emirates Stadium, Londres (Highbury) Spectateurs : 59 757 |
| 1er janvier 2022 13h30 | Ramsdale – Tierney, White, Gabriel, Tomiyasu – Partey, Saka ( 84e Elneny), Ødegaard ( 63e Holding), Xhaka, Martinelli – Lacazette ( 71e Smith-Rowe) | Équipes | Ederson – Rúben, Aké, Laporte, Cancelo – Rodrigo, De Bruyne, Bernardo – Sterling, Jesus ( 63e Gündoğan), Mahrez | Emirates Stadium, Londres (Highbury) Spectateurs : 59 757 | Emirates Stadium, Londres (Highbury) Spectateurs : 59 757 |

| 22e journée           | Manchester City | 1 – 0   | Chelsea |                                                 |                                                 |
| 15 janvier 2022 13h30 | ( Cancelo) De Bruyne | (0 – 0) | | Etihad Stadium, Manchester Spectateurs : 53 319 | Etihad Stadium, Manchester Spectateurs : 53 319 |
| 15 janvier 2022 13h30 | | Rapport | 7e Alonso · 32e Kovačić · | Etihad Stadium, Manchester Spectateurs : 53 319 | Etihad Stadium, Manchester Spectateurs : 53 319 |
| 15 janvier 2022 13h30 | Ederson – Walker, Stones, Laporte, Cancelo – Rodrigo, De Bruyne ( 84e Gündoğan), Bernardo – Sterling, Grealish, Foden ( 88e Jesus) | Équipes | Kepa – Sarr, Rüdiger, T. Silva – Alonso ( 81e Mount), Kanté, Kovačić, Azpilicueta – Lukaku, Pulisic ( 69e Werner), Ziyech ( 69e Hudson-Odoi) | Etihad Stadium, Manchester Spectateurs : 53 319 | Etihad Stadium, Manchester Spectateurs : 53 319 |

| 23e journée           | Southampton | 1 – 1   | Manchester City                                                                                                   |                                |                                |
| 22 janvier 2022 18h30 | ( Redmond) Walkers-Peters 7e | (1 – 0) | 65e Laporte (De Bruyne )                                                                                          | St Mary's Stadium, Southampton | St Mary's Stadium, Southampton |
| 22 janvier 2022 18h30 | Bednarek 33e · Armstrong 79e · Elyounoussi 90+2e | Rapport | | St Mary's Stadium, Southampton | St Mary's Stadium, Southampton |
| 22 janvier 2022 18h30 | Forster – Walker-Peters, Perraud, Salisu, Bednarek ( 71e Lyanco) – Romeu, Ward-Prowse, Redmond ( 45e Elyounoussi), Armstrong ( 82e Diallo) – Adams, Broja | Équipes | Ederson – Walker, Rúben, Laporte, Cancelo – Rodrigo, De Bruyne, Bernardo – Sterling ( 60e Jesus), Grealish, Foden | St Mary's Stadium, Southampton | St Mary's Stadium, Southampton |

| 24e journée          | Manchester City | 2 – 0   | Brentford |                                                 |                                                 |
| 9 février 2022 20h45 | Mahrez 40e (pen.) · De Bruyne 69e                                                                                                  | (1 – 0) | | Etihad Stadium, Manchester Spectateurs : 51 658 | Etihad Stadium, Manchester Spectateurs : 51 658 |
| 9 février 2022 20h45 | Rapport |         | | Etihad Stadium, Manchester Spectateurs : 51 658 | Etihad Stadium, Manchester Spectateurs : 51 658 |
| 9 février 2022 20h45 | Ederson – Rúben, Stones, Laporte, Cancelo – Rodrigo, De Bruyne, Bernardo – Sterling, Mahrez ( 67e Grealish), Foden ( 71e Gündoğan) | Équipes | Raya – Ajer, Pinnock, Jansson – Onyeka ( 70e Wissa), Henry, Nørgaard, Jensen, Roerslev – Canós ( 62e Dasilva), Ghoddos ( 62e Mbeumo) | Etihad Stadium, Manchester Spectateurs : 51 658 | Etihad Stadium, Manchester Spectateurs : 51 658 |

| 25e journée           | Norwich City | 0 – 4   | Manchester City |                                           |                                           |
| 12 février 2022 18h30 | | (0 – 1) | 31e Sterling (Walker ) · 48e Foden · 70e Sterling (Rúben ) · 90e Sterling                                                                   | Carrow Road, Norwich Spectateurs : 27 010 | Carrow Road, Norwich Spectateurs : 27 010 |
| 12 février 2022 18h30 | | Rapport | 17e Rúben · 90+2e Sterling · | Carrow Road, Norwich Spectateurs : 27 010 | Carrow Road, Norwich Spectateurs : 27 010 |
| 12 février 2022 18h30 | Gunn – Aarons ( 63e Byram), Gibson, Hanley, Williams – Gilmour, Lees-Melou ( 63e Normann), McLean – Rashica, Pukki, Sargent ( 87e Dowell) | Équipes | Ederson – Walker, Rúben, Aké, Zinchenko – Gündoğan, Bernardo ( 75e McAtee), Fernandinho – Sterling, Mahrez ( 84e Kayky), Foden ( 81e Delap) | Carrow Road, Norwich Spectateurs : 27 010 | Carrow Road, Norwich Spectateurs : 27 010 |

##### Journées 26 à 30
| 26e journée           | Manchester City | 2 – 3   | Tottenham Hotspur |                                                 |                                                 |
| 19 février 2022 18h30 | Gündoğan 33e · Mahrez 90+2e (pen.)                                                                                 | (1 – 1) | 4e Kulusevski (Son ) · 59e Kane (Son ) · 90+5e Kane (Kulusevski )                                                                            | Etihad Stadium, Manchester Spectateurs : 53 201 | Etihad Stadium, Manchester Spectateurs : 53 201 |
| 19 février 2022 18h30 | | Rapport | 64e Højbjerg · 76e Romero · 80e Lloris · | Etihad Stadium, Manchester Spectateurs : 53 201 | Etihad Stadium, Manchester Spectateurs : 53 201 |
| 19 février 2022 18h30 | Ederson – Walker, Rúben, Laporte, Cancelo – Gündoğan, Rodrigo, De Bruyne – Sterling ( 68e Mahrez), Bernardo, Foden | Équipes | Lloris – Romero, Dier, Davies – Højbjerg, Emerson ( 83e Doherty), Sessegnon ( 90+3e Sánchez), Bentancur – Son ( 80e Lucas), Kane, Kulusevski | Etihad Stadium, Manchester Spectateurs : 53 201 | Etihad Stadium, Manchester Spectateurs : 53 201 |

| 27e journée           | Everton | 0 – 1   | Manchester City |                          |                          |
| 26 janvier 2022 16h00 | | (0 – 0) | 82e Foden | Goodison Park, Liverpool | Goodison Park, Liverpool |
| 26 janvier 2022 16h00 | Van de Beek 27e · Allan 57e · Alli 90+6e | Rapport | 87e Ederson · 89e Foden · | Goodison Park, Liverpool | Goodison Park, Liverpool |
| 26 janvier 2022 16h00 | Pickford – Kenny, Holgate, Keane, Coleman – Allan, Doucouré, Van de Beek ( 71e Alli) – Richarlison, Iwobi ( 88e El-Ghazi), Gordon ( 77e Gray) | Équipes | Ederson – Rúben, Stones, Laporte, Cancelo – Gündoğan ( 77e Mahrez), Rodrigo, De Bruyne – Sterling ( 77e Jesus), Bernardo, Foden | Goodison Park, Liverpool | Goodison Park, Liverpool |

| 28e journée       | Manchester City | 4 – 1   | Manchester United |                                                 |                                                 |
| 6 mars 2022 17h30 | ( Bernardo) De Bruyne 5e · De Bruyne 28e · ( De Bruyne) Mahrez 68e · ( Gündoğan) Mahrez 90e                         | (2 – 1) | 22e Sancho (Pogba ) | Etihad Stadium, Manchester Spectateurs : 53 165 | Etihad Stadium, Manchester Spectateurs : 53 165 |
| 6 mars 2022 17h30 | | Rapport | 63e Maguire · | Etihad Stadium, Manchester Spectateurs : 53 165 | Etihad Stadium, Manchester Spectateurs : 53 165 |
| 6 mars 2022 17h30 | Ederson – Walker, Stones, Laporte, Cancelo – Rodrigo, De Bruyne ( 80e Gündoğan), Bernardo – Grealish, Mahrez, Foden | Équipes | De Gea – Lindelöf, Maguire, Telles, Wan-Bissaka – Pogba ( 64e Rashford), Fred, Sancho, Elanga ( 64e Lingard), McTominay – Fernandes | Etihad Stadium, Manchester Spectateurs : 53 165 | Etihad Stadium, Manchester Spectateurs : 53 165 |

| 29e journée        | Crystal Palace | 0 – 0   | Manchester City                                                                                     |                                                             |                                                             |
| 14 mars 2022 21h00 | | (0 – 0) | | Selhurst Park, Londres (South Norwood) Spectateurs : 25 309 | Selhurst Park, Londres (South Norwood) Spectateurs : 25 309 |
| 14 mars 2022 21h00 | Kouyaté 44e · Gallagher 83e · Édouard 90e                                                                                          | Rapport | 54e Grealish ·                                                                                      | Selhurst Park, Londres (South Norwood) Spectateurs : 25 309 | Selhurst Park, Londres (South Norwood) Spectateurs : 25 309 |
| 14 mars 2022 21h00 | Guaita – Mitchell, Guéhi, Andersen, Nathaniel Clyne – Kouyaté, Schlupp, Gallagher – Olise ( 65e Ayew), Zaha, Mateta ( 65e Édouard) | Équipes | Ederson – Walker, Stones, Laporte, Cancelo – Rodrigo, De Bruyne, Bernardo – Grealish, Mahrez, Foden | Selhurst Park, Londres (South Norwood) Spectateurs : 25 309 | Selhurst Park, Londres (South Norwood) Spectateurs : 25 309 |

| 30e journée                      | Manchester City | 3 – 0   | Brighton & Hove Albion |                            |                            |
| 19 mars 2022 20 avril 2022 21h00 | Mahrez 53e · ( Mahrez) Foden 65e · ( De Bruyne) Bernardo 82e                                                                                | (0 – 0) | | Etihad Stadium, Manchester | Etihad Stadium, Manchester |
| 19 mars 2022 20 avril 2022 21h00 | | Rapport | 79e Mac Allister · 81e Webster · 89e Dunk · | Etihad Stadium, Manchester | Etihad Stadium, Manchester |
| 19 mars 2022 20 avril 2022 21h00 | Ederson – Stones ( 77e Zinchenko), Aké ( 45e Rúben), Laporte, Cancelo – Gündoğan, Rodrigo, De Bruyne ( 83e Jesus) – Bernardo, Mahrez, Foden | Équipes | Sánchez – Cucurella, Dunk, Veltman – Lamptey ( 61e Webster), Mac Allister, Mwepu, March, Caicedo ( 73e Sarmiento) – Groß, Welbeck ( 77e Maupay) | Etihad Stadium, Manchester | Etihad Stadium, Manchester |

##### Journées 31 à 35
| 31e journée        | Burnley | 0 – 2   | Manchester City |                    |                    |
| 2 avril 2022 16h00 | | (0 – 2) | 5e De Bruyne (Sterling ) · 25e Gündoğan (Sterling )                                                                             | Turf Moor, Burnley | Turf Moor, Burnley |
| 2 avril 2022 16h00 | Weghorst 13e | Rapport | | Turf Moor, Burnley | Turf Moor, Burnley |
| 2 avril 2022 16h00 | Pope – Taylor, Tarkowski, Roberts, Long – Cork ( 71e Rodriguez), Brownhill, McNeil ( 45e Cornet), Lennon, Westwood – Weghorst ( 81e Barnes) | Équipes | Ederson – Walker, Aké, Laporte, Cancelo – Gündoğan, Rodrigo, De Bruyne ( 78e Bernardo) – Sterling, Grealish, Foden ( 64e Jesus) | Turf Moor, Burnley | Turf Moor, Burnley |

| 32e journée         | Manchester City | 2 – 2   | Liverpool |                                                 |                                                 |
| 10 avril 2022 16h00 | ( Bernardo) De Bruyne 5e · ( Cancelo) Jesus 37e                                                                                  | (2 – 1) | 13e Jota (Alexander-Arnold ) · 46e Mané (Salah )                                                                                                | Etihad Stadium, Manchester Spectateurs : 53 197 | Etihad Stadium, Manchester Spectateurs : 53 197 |
| 10 avril 2022 16h00 | Bernardo 40e | Rapport | 28e Robertson · 61e Thiago · 83e Fabinho · 89e Van Dijk ·                                                                                       | Etihad Stadium, Manchester Spectateurs : 53 197 | Etihad Stadium, Manchester Spectateurs : 53 197 |
| 10 avril 2022 16h00 | Ederson – Walker, Stones, Laporte, Cancelo – Jesus ( 83e Grealish), Rodrigo, De Bruyne, Bernardo, Foden – Sterling ( 75e Mahrez) | Équipes | Alisson – Van Dijk, Robertson, Matip, Alexander-Arnold – Fabinho, Thiago, Henderson ( 78e Keïta) – Mané ( 84e Firmino), Salah, Jota ( 70e Díaz) | Etihad Stadium, Manchester Spectateurs : 53 197 | Etihad Stadium, Manchester Spectateurs : 53 197 |

| 33e journée       | Wolverhampton Wanderers | 1 – 5   | Manchester City |                                 |                                 |
| 11 mai 2022 21h15 | ( Neto) Dendoncker 11e | (1 – 3) | 7e De Bruyne (Bernardo ) · 16e De Bruyne · 24e De Bruyne (Sterling ) · 60e De Bruyne · 84e Sterling                                                    | Molineux Stadium, Wolverhampton | Molineux Stadium, Wolverhampton |
| 11 mai 2022 21h15 | | Rapport | 78e De Bruyne · | Molineux Stadium, Wolverhampton | Molineux Stadium, Wolverhampton |
| 11 mai 2022 21h15 | Sá – Boly, Coady, Jonny – Aït-Nouri, Neves, Chiquinho, Moutinho ( 85e Cundle), Dendoncker – Neto ( 72e Trincão), Jiménez ( 72e Hwang) | Équipes | Ederson – Zinchenko, Laporte ( 61e Aké), Fernandinho ( 77e Mahrez), Cancelo – Sterling, Gündoğan, Rodrigo, De Bruyne, Foden ( 81e Grealish) – Bernardo | Molineux Stadium, Wolverhampton | Molineux Stadium, Wolverhampton |

| 34e journée         | Manchester City | 5 – 1   | Watford |                                                 |                                                 |
| 23 avril 2022 16h00 | ( Zinchenko) Jesus 4e · ( De Bruyne) Jesus 23e · ( Jesus) Rodrigo 34e · Jesus 49e (pen.) · ( De Bruyne) Jesus 53e                                   | (3 – 1) | 28e Kamara (Dennis ) | Etihad Stadium, Manchester Spectateurs : 53 013 | Etihad Stadium, Manchester Spectateurs : 53 013 |
| 23 avril 2022 16h00 | Cancelo 43e | Rapport | | Etihad Stadium, Manchester Spectateurs : 53 013 | Etihad Stadium, Manchester Spectateurs : 53 013 |
| 23 avril 2022 16h00 | Ederson – Rúben, Zinchenko, Laporte ( 63e Aké), Cancelo – Sterling, Jesus, Rodrigo ( 70e Mahrez), De Bruyne ( 57e Gündoğan), Fernandinho – Grealish | Équipes | Foster – Ngakia, Kamara, Samir ( 68e Cathcart), Kabasele – Louza ( 75e Kayembe), Cleverley, Sissoko – King, Sarr ( 68e Pedro), Dennis | Etihad Stadium, Manchester Spectateurs : 53 013 | Etihad Stadium, Manchester Spectateurs : 53 013 |

| 35e journée         | Leeds United | 0 – 4   | Manchester City |                    |                    |
| 30 avril 2022 18h30 | | (0 – 1) | 13e Rodrigo (Foden ) · 54e Aké (Rúben ) · 78e Jesus (Foden ) · 90+3e Fernandinho                                                                  | Elland Road, Leeds | Elland Road, Leeds |
| 30 avril 2022 18h30 | Firpo 6e | Rapport | 14e Grealish · 68e Cancelo · | Elland Road, Leeds | Elland Road, Leeds |
| 30 avril 2022 18h30 | Meslier – Ayling, Firpo ( 62e Gelhardt), Koch, Dallas ( 45+7e James), Struijk – Raphinha, Harrison, Philllips, Klich – Rodrigo ( 83e Greenwood) | Équipes | Ederson – Rúben, Aké ( 60e Zinchenko), Laporte, Cancelo – Sterling, Gündoğan, Grealish, Rodrigo ( 83e Fernandinho), Foden ( 80e Bernardo) – Jesus | Elland Road, Leeds | Elland Road, Leeds |

##### Journées 36 à 38
| 36e journée      | Manchester City | 5 – 0   | Newcastle United |                                                 |                                                 |
| 8 mai 2022 17h30 | ( Cancelo) Sterling 19e · Laporte 38e · ( De Bruyne) Rodrigo 61e · ( Zinchenko) Foden 90e · ( Grealish) Sterling 90+3e                                    | (2 – 0) | | Etihad Stadium, Manchester Spectateurs : 53 336 | Etihad Stadium, Manchester Spectateurs : 53 336 |
| 8 mai 2022 17h30 | De Bruyne 75e | Rapport | 31e Guimarães · 70e Burn · 89e Targett · | Etihad Stadium, Manchester Spectateurs : 53 336 | Etihad Stadium, Manchester Spectateurs : 53 336 |
| 8 mai 2022 17h30 | Ederson – Rúben ( 45e Fernandinho), Zinchenko, Laporte ( 87e Egan-Riley), Cancelo – Sterling, Gündoğan, Grealish, Rodrigo, De Bruyne – Jesus ( 63e Foden) | Équipes | Dúbravka – Lascelles, Targett, Krafth ( 68e Trippier), Burn – Joelinton, Longstaff, Guimarães – Saint-Maximin, Wood ( 68e Wilson), Almirón ( 80e Murphy) | Etihad Stadium, Manchester Spectateurs : 53 336 | Etihad Stadium, Manchester Spectateurs : 53 336 |

| 37e journée       | West Ham United | 2 – 2   | Manchester City                                                                                             |                                                                      |                                                                      |
| 15 mai 2022 15h00 | ( Fornals) Bowen 24e · ( Antonio) Bowen 45e | (2 – 0) | 49e Grealish (Rodrigo ) · 69e (csc) Coufal                                                                  | Stade olympique de Londres, Londres (Stratford) Spectateurs : 59 972 | Stade olympique de Londres, Londres (Stratford) Spectateurs : 59 972 |
| 15 mai 2022 15h00 | Bowen 32e · Coufal 58e · Fabiański 60e | Rapport | 90+4e Jesus ·                                                                                               | Stade olympique de Londres, Londres (Stratford) Spectateurs : 59 972 | Stade olympique de Londres, Londres (Stratford) Spectateurs : 59 972 |
| 15 mai 2022 15h00 | Fabiański – Cresswell, Zouma, Coufal, Dawson – Fornals ( 90+2e Johnson), Lanzini ( 77e Noble), Bowen, Souček, Rice – Antonio ( 90+5e Yarmolenko) | Équipes | Ederson – Zinchenko, Laporte, Fernandinho, Cancelo – Rodrigo, De Bruyne, Bernardo – Jesus, Grealish, Mahrez | Stade olympique de Londres, Londres (Stratford) Spectateurs : 59 972 | Stade olympique de Londres, Londres (Stratford) Spectateurs : 59 972 |

| 38e journée       | Manchester City | 3 – 2   | Aston Villa |                                                 |                                                 |
| 22 mai 2022 17h00 | ( Sterling) Gündoğan 76e · ( Zinchenko) Rodrigo 78e · ( De Bruyne) Gündoğan 81e                                                                        | (0 – 1) | 37e Cash (Digne ) · 69e Coutinho (Watkins )                                                                                      | Etihad Stadium, Manchester Spectateurs : 53 395 | Etihad Stadium, Manchester Spectateurs : 53 395 |
| 22 mai 2022 17h00 | | Rapport | 49e Mings · 87e Nakamba · | Etihad Stadium, Manchester Spectateurs : 53 395 | Etihad Stadium, Manchester Spectateurs : 53 395 |
| 22 mai 2022 17h00 | Ederson – Stones, Laporte, Fernandinho ( 45e Zinchenko), Cancelo – Rodrigo, De Bruyne, Bernardo ( 68e Gündoğan) – Jesus, Mahrez ( 56e Sterling), Foden | Équipes | Olsen – Cash, Mings, Chambers, Digne – Luiz, McGinn, Buendía ( 88e Young), Coutinho ( 72e Nakamba), Ramsey ( 83e Ings) – Watkins | Etihad Stadium, Manchester Spectateurs : 53 395 | Etihad Stadium, Manchester Spectateurs : 53 395 |

#### Classement
| Rang | Équipe            | Pts | J  | G  | N  | P  | Bp | Bc | Diff | Qualification ou relégation                                      |
| ---- | ----------------- | --- | -- | -- | -- | -- | -- | -- | ---- | ---------------------------------------------------------------- |
| 1    | Manchester City T | 93  | 38 | 29 | 6  | 3  | 99 | 26 | +73  | Qualification pour la phase de groupes de la Ligue des champions |
| 2    | Liverpool FC L C  | 92  | 38 | 28 | 8  | 2  | 94 | 26 | +68  | Qualification pour la phase de groupes de la Ligue des champions |
| 3    | Chelsea FC SU MC  | 74  | 38 | 21 | 11 | 6  | 76 | 33 | +43  | Qualification pour la phase de groupes de la Ligue des champions |
| 4    | Tottenham Hotspur | 71  | 38 | 22 | 5  | 11 | 69 | 40 | +29  | Qualification pour la phase de groupes de la Ligue des champions |
| 5    | Arsenal FC        | 69  | 38 | 22 | 3  | 13 | 61 | 48 | +13  | Qualification pour la phase de groupes de la Ligue Europa        |

#### Évolution du classement par journée
| Journée     | 1  | 2  | 3  | 4  | 5  | 6  | 7  | 8  | 9  | 10 | 11 | 12 | 13 | 14 | 15 | 16 | 17 | 18 | 19 | 20 | 21  | 22  | 23 | 24 | 25 | 26 | 27 | 28 | 29 | 30  | 31  | 32  | 33  | 34  | 35  | 36  | 37 | 38 | Journées en tête | Journées relégable |
| ----------- | -- | -- | -- | -- | -- | -- | -- | -- | -- | -- | -- | -- | -- | -- | -- | -- | -- | -- | -- | -- | --- | --- | -- | -- | -- | -- | -- | -- | -- | --- | --- | --- | --- | --- | --- | --- | -- | -- | ---------------- | ------------------ |
| Rang        | 13 | 9  | 7  | 4  | 5  | 2  | 3  | 3  | 3  | 3  | 2  | 2  | 2  | 2  | 1  | 1  | 1  | 1  | 1  | 1  | 1   | 1   | 1  | 1  | 1  | 1  | 1  | 1  | 1  | 1-1 | 1-1 | 1-1 | 1-2 | 1-1 | 1-1 | 1-1 | 1  | 1  | 24               | 0                  |
| Résultat    | D  | V  | V  | V  | N  | V  | N  | V  | V  | D  | V  | V  | V  | V  | V  | V  | V  | V  | V  | V  | V   | V   | N  | V  | V  | D  | V  | V  | N  | —   | V   | N   | —   | V   | V   | V   | N  | V  | —                | —                  |
| Écart (pts) | -3 | -3 | -3 | -1 | -3 | -1 | -2 | -2 | -2 | -5 | -3 | -3 | -1 | -1 | +1 | +1 | +1 | +3 | +6 | +8 | +10 | +11 | +9 | +9 | +9 | +6 | +6 | +6 | +4 | +1  | +1  | +1  | +1  | +1  | +1  | +3  | +1 | +1 | —                | —                  |

### Ligue des champions
Manchester City débute la Ligue des champions 2021-2022 après avoir atteint pour la première fois de son histoire la finale, malheureusement perdue, lors de l'édition précédente.

#### Phase de groupes
| Rang | Équipe              | Pts | J | G | N | P | Bp | Bc | Diff |  | Résultats (▼ dom., ► ext.) |     |     |     |     |
| ---- | ------------------- | --- | - | - | - | - | -- | -- | ---- |  | -------------------------- | --- | --- | --- | --- |
| 1    | Manchester City     | 12  | 6 | 4 | 0 | 2 | 18 | 10 | +8   |  | Manchester City            |     | 2-1 | 6-3 | 4-1 |
| 2    | Paris Saint-Germain | 11  | 6 | 3 | 2 | 1 | 13 | 8  | +5   |  | Paris Saint-Germain        | 2-0 |     | 3-2 | 4-1 |
| 3    | RB Leipzig          | 7   | 6 | 2 | 1 | 3 | 15 | 14 | +1   |  | RB Leipzig                 | 2-1 | 2-2 |     | 1-2 |
| 4    | Club Bruges KV      | 4   | 6 | 1 | 1 | 4 | 6  | 20 | -14  |  | Club Bruges KV             | 1-5 | 1-1 | 0-5 |     |

## Statistiques

### Statistiques collectives
| Compétition         | Débute au tour   | Termine       | Matches joués | Victoires | Nuls | Défaites | Buts pour | Buts contre | Différence |
| ------------------- | ---------------- | ------------- | ------------- | --------- | ---- | -------- | --------- | ----------- | ---------- |
| Community Shield    | Finale           | Finaliste     | 1             | 0         | 0    | 1        | 0         | 1           | -1         |
| Premier League      | -                | Vainqueur     | 38            | 29        | 6    | 3        | 99        | 26          | +73        |
| Ligue des champions | Phase de groupes | 1/2 finale    | 12            | 7         | 2    | 3        | 29        | 16          | +13        |
| FA Cup              | 1/32 de finale   | 1/2 finale    | 5             | 4         | 0    | 1        | 16        | 6           | +10        |
| Carabao Cup         | 1/16 de finale   | 1/8 de finale | 2             | 1         | 1    | 0        | 6         | 1           | +5         |
| Total               | Total            | Total         | 58            | 41        | 9    | 8        | 150       | 50          | +100       |

### Matchs officiels de la saison
| Compétition | J./Tour | Date              | Domicile                | Rés.         | Extérieur               | Cl. | Buteur(s) pour Manchester City                                                              |
| ----------- | ------- | ----------------- | ----------------------- | ------------ | ----------------------- | --- | ------------------------------------------------------------------------------------------- |
| Com. Shield | Finale  | 7 août 2021       | Leicester City          | 1-0          | Manchester City         | -   | -                                                                                           |
| PL          | 1       | 15 août 2021      | Tottenham Hotspur       | 1-0          | Manchester City         | 13e | -                                                                                           |
| PL          | 2       | 21 août 2021      | Manchester City         | 5-0          | Norwich City            | 9e  | Krul (7e csc), Grealish (22e), Laporte (64e), Sterling (71e), Mahrez (84e)                  |
| PL          | 3       | 28 août 2021      | Manchester City         | 5-0          | Arsenal                 | 7e  | Gündoğan (7e), Torres (12e, 84e), Jesus (43e), Rodrigo (53e)                                |
| PL          | 4       | 11 septembre 2021 | Leicester City          | 0-1          | Manchester City         | 4e  | Bernardo (62e)                                                                              |
| LDC         | 1       | 15 septembre 2021 | Manchester City         | 6-3          | RB Leipzig              | 1er | Aké (16e), Mukiele (28e csc), Mahrez (45e+2 sp), Grealish (56e), Cancelo (75e), Jesus (85e) |
| PL          | 5       | 18 septembre 2021 | Manchester City         | 0-0          | Southampton             | 5e  | -                                                                                           |
| Carabao Cup | T3      | 21 septembre 2021 | Manchester City         | 6-1          | Wycombe Wanderers       | -   | De Bruyne (29e), Mahrez (43e, 83e), Foden (45e+1), Torres (71e), Palmer (88e)               |
| PL          | 6       | 25 septembre 2021 | Chelsea                 | 0-1          | Manchester City         | 2e  | Jesus (53e)                                                                                 |
| LDC         | 2       | 28 septembre 2021 | Paris SG                | 2-0          | Manchester City         | 3e  | -                                                                                           |
| PL          | 7       | 3 octobre 2021    | Liverpool               | 2-2          | Manchester City         | 3e  | Foden (69e), De Bruyne (81e)                                                                |
| PL          | 8       | 16 octobre 2021   | Manchester City         | 2-0          | Burnley                 | 3e  | Bernardo (12e), De Bruyne (70e)                                                             |
| LDC         | 3       | 19 octobre 2021   | Club Bruges             | 1-5          | Manchester City         | 2e  | Cancelo (30e), Mahrez (43e sp, 84e), Walker (53e), Palmer (67e)                             |
| PL          | 9       | 23 octobre 2021   | Brighton & Hove Albion  | 1-4          | Manchester City         | 3e  | Gündoğan (13e), Foden (28e, 31e), Mahrez (90e+5)                                            |
| Carabao Cup | T4      | 27 octobre 2021   | West Ham United         | 0-0 (5-3tab) | Manchester City         | -   | -                                                                                           |
| PL          | 10      | 30 octobre 2021   | Manchester City         | 0-2          | Crystal Palace          | 3e  | -                                                                                           |
| LDC         | 4       | 3 novembre 2021   | Manchester City         | 4-1          | Club Bruges             | 1er | Foden (15e), Mahrez (54e), Sterling (72e), Jesus (90e+2)                                    |
| PL          | 11      | 6 novembre 2021   | Manchester United       | 0-2          | Manchester City         | 2e  | Bailly (7e csc), Bernardo (45e)                                                             |
| PL          | 12      | 21 novembre 2021  | Manchester City         | 3-0          | Everton                 | 2e  | Sterling (44e), Rodrigo (55e), Bernardo (86e)                                               |
| LDC         | 5       | 24 novembre 2021  | Manchester City         | 2-1          | Paris SG                | 1er | Sterling (63e), Jesus (76e)                                                                 |
| PL          | 13      | 28 novembre 2021  | Manchester City         | 2-1          | West Ham United         | 2e  | Gündoğan (33e), Fernandinho (90e)                                                           |
| PL          | 14      | 1er décembre 2021 | Aston Villa             | 1-2          | Manchester City         | 2e  | Rúben (27e), Bernardo (43e)                                                                 |
| PL          | 15      | 4 décembre 2021   | Watford                 | 1-3          | Manchester City         | 1er | Sterling (4e), Bernardo (31e, 63e)                                                          |
| LDC         | 6       | 7 décembre 2021   | RB Leipzig              | 2-1          | Manchester City         | 1er | Mahrez (76e)                                                                                |
| PL          | 16      | 11 décembre 2021  | Manchester City         | 1-0          | Wolverhampton Wanderers | 1er | Sterling (66e sp)                                                                           |
| PL          | 17      | 14 décembre 2021  | Manchester City         | 7-0          | Leeds United            | 1er | Foden (8e), Grealish (13e), De Bruyne (32e, 62e), Mahrez (49e), Stones (74e), Aké (78e)     |
| PL          | 18      | 19 décembre 2021  | Newcastle United        | 0-4          | Manchester City         | 1er | Rúben (5e), Cancelo (27e), Mahrez (63e), Sterling (86e)                                     |
| PL          | 19      | 26 décembre 2021  | Manchester City         | 6-3          | Leicester City          | 1er | De Bruyne (5e), Mahrez (14e sp), Gündoğan (21e), Sterling (25e sp, 87e), Laporte (69e)      |
| PL          | 20      | 29 décembre 2021  | Brentford               | 0-1          | Manchester City         | 1er | Foden (16e)                                                                                 |
| PL          | 21      | 1er janvier 2022  | Arsenal                 | 1-2          | Manchester City         | 1er | Mahrez (57e sp), Rodrigo (90e+3)                                                            |
| FA Cup      | 1/32    | 7 janvier 2022    | Swindon Town            | 1-4          | Manchester City         | -   | Bernardo (14e), Jesus (28e), Gündoğan (59e), Palmer (82e)                                   |
| PL          | 22      | 15 janvier 2022   | Manchester City         | 1-0          | Chelsea                 | 1er | De Bruyne (70e)                                                                             |
| PL          | 23      | 22 janvier 2022   | Southampton             | 1-1          | Manchester City         | 1er | Laporte (65e)                                                                               |
| FA Cup      | 1/16    | 5 février 2022    | Manchester City         | 4-1          | Fulham                  | -   | Gündoğan (6e), Stones (13e), Mahrez (53e sp, 57e)                                           |
| PL          | 24      | 9 février 2022    | Manchester City         | 2-0          | Brentford               | 1er | Mahrez (40e sp), De Bruyne (69e)                                                            |
| PL          | 25      | 12 février 2022   | Norwich City            | 0-4          | Manchester City         | 1er | Sterling (31e, 70e, 90e), Foden (48e)                                                       |
| LDC         | 1/8 A   | 15 février 2022   | Sporting CP             | 0-5          | Manchester City         | -   | Mahrez (7e), Bernardo (17e, 44e), Foden (32e), Sterling (58e)                               |
| PL          | 26      | 19 février 2022   | Manchester City         | 2-3          | Tottenham Hotspur       | 1er | Gündoğan (33e), Mahrez (90e+2 sp)                                                           |
| PL          | 27      | 26 février 2022   | Everton                 | 0-1          | Manchester City         | 1er | Foden (82e)                                                                                 |
| FA Cup      | 1/8     | 1er mars 2022     | Peterborough United     | 0-2          | Manchester City         | -   | Mahrez (60e), Grealish (67e)                                                                |
| PL          | 28      | 6 mars 2022       | Manchester City         | 4-1          | Manchester United       | 1er | De Bruyne (5e, 28e), Mahrez (68e, 90e)                                                      |
| LDC         | 1/8 R   | 9 mars 2022       | Manchester City         | 0-0          | Sporting CP             | -   | -                                                                                           |
| PL          | 29      | 14 mars 2022      | Crystal Palace          | 0-0          | Manchester City         | 1er | -                                                                                           |
| FA Cup      | 1/4     | 20 mars 2022      | Southampton             | 1-4          | Manchester City         | -   | Sterling (12e), De Bruyne (62e sp), Foden (75e), Mahrez (78e)                               |
| PL          | 31      | 2 avril 2022      | Burnley                 | 0-2          | Manchester City         | 1er | De Bruyne (5e), Gündoğan (25e)                                                              |
| LDC         | 1/4 A   | 5 avril 2022      | Manchester City         | 1-0          | Atlético de Madrid      | -   | De Bruyne (70e)                                                                             |
| PL          | 32      | 10 avril 2022     | Manchester City         | 2-2          | Liverpool               | 1er | De Bruyne (5e), Jesus (37e)                                                                 |
| LDC         | 1/4 R   | 13 avril 2022     | Atlético de Madrid      | 0-0          | Manchester City         | -   | -                                                                                           |
| FA Cup      | 1/2     | 16 avril 2022     | Manchester City         | 2-3          | Liverpool               | -   | Grealish (47e), Bernardo (90e+1)                                                            |
| PL          | 30*     | 20 avril 2022     | Manchester City         | 3-0          | Brighton & Hove Albion  | 1er | Mahrez (53e), Foden (65e), Bernardo (82e)                                                   |
| PL          | 34      | 23 avril 2022     | Manchester City         | 5-1          | Watford                 | 1er | Jesus (4e, 23e, 49e sp, 53e), Rodrigo (34e)                                                 |
| LDC         | 1/2 A   | 26 avril 2022     | Manchester City         | 4-3          | Real Madrid             | -   | De Bruyne (2e), Jesus (11e), Foden (53e), Bernardo (74e)                                    |
| PL          | 35      | 30 avril 2022     | Leeds United            | 0-4          | Manchester City         | 1er | Rodrigo (13e), Aké (54e), Jesus (78e), Fernandinho (90e+3)                                  |
| LDC         | 1/2 R   | 4 mai 2022        | Real Madrid             | 3-1ap        | Manchester City         | -   | Mahrez (73e)                                                                                |
| PL          | 36      | 8 mai 2022        | Manchester City         | 5-0          | Newcastle United        | 1er | Sterling (19e, 90e+3), Laporte (38e), Rodrigo (61e), Foden (90e)                            |
| PL          | 33*     | 11 mai 2022       | Wolverhampton Wanderers | 1-5          | Manchester City         | 1er | De Bruyne (7e, 16e, 24e, 60e), Sterling (84e)                                               |
| PL          | 37      | 15 mai 2022       | West Ham United         | 2-2          | Manchester City         | 1er | Grealish (49e), Coufal (69e csc)                                                            |
| PL          | 38      | 22 mai 2022       | Manchester City         | 3-2          | Aston Villa             | 1er | Gündoğan (76e, 81e), Rodrigo (78e)                                                          |

### Statistiques individuelles
| no | Nat | Nom            | Championnat | Championnat | Championnat    | Championnat | Championnat  | Ligue des champions | Ligue des champions | Ligue des champions | Ligue des champions | Ligue des champions | FA Cup | FA Cup      | FA Cup         | FA Cup | FA Cup       | Carabao Cup | Carabao Cup | Carabao Cup    | Carabao Cup | Carabao Cup  | Community Shield | Community Shield | Community Shield | Community Shield | Community Shield | Total   | Total       | Total          | Total  | Total        |
| no | Nat | Nom            | MJ          | But inscrit | Passe décisive | Averti      | Carton rouge | MJ                  | But inscrit         | Passe décisive      | Averti              | Carton rouge        | MJ     | But inscrit | Passe décisive | Averti | Carton rouge | MJ          | But inscrit | Passe décisive | Averti      | Carton rouge | MJ               | But inscrit      | Passe décisive   | Averti           | Carton rouge     | MJ      | But inscrit | Passe décisive | Averti | Carton rouge |
| -- | --- | -------------- | ----------- | ----------- | -------------- | ----------- | ------------ | ------------------- | ------------------- | ------------------- | ------------------- | ------------------- | ------ | ----------- | -------------- | ------ | ------------ | ----------- | ----------- | -------------- | ----------- | ------------ | ---------------- | ---------------- | ---------------- | ---------------- | ---------------- | ------- | ----------- | -------------- | ------ | ------------ |
| 2  |     | Walker         | 20 (20)     | 0           | 2              | 1           | 0            | 7 (7)               | 1                   | 0                   | 0                   | 1                   | 3 (3)  | 0           | 0              | 2      | 0            | 1 (1)       | 0           | 0              | 0           | 0            | 0 (0)            | 0                | 0                | 0                | 0                | 31 (31) | 1           | 2              | 3      | 1            |
| 3  |     | Rúben          | 29 (27)     | 2           | 4              | 5           | 0            | 8 (7)               | 0                   | 1                   | 0                   | 0                   | 2 (2)  | 0           | 0              | 0      | 0            | 0 (0)       | 0           | 0              | 0           | 0            | 1 (1)            | 0                | 0                | 1                | 0                | 40 (37) | 2           | 5              | 6      | 0            |
| 5  |     | Stones         | 14 (12)     | 1           | 0              | 0           | 0            | 8 (8)               | 0                   | 0                   | 1                   | 0                   | 4 (3)  | 1           | 0              | 0      | 0            | 1 (1)       | 0           | 0              | 0           | 0            | 0 (0)            | 0                | 0                | 0                | 0                | 27 (24) | 2           | 0              | 1      | 0            |
| 6  |     | Aké            | 14 (10)     | 2           | 0              | 0           | 0            | 6 (3)               | 1                   | 0                   | 1                   | 0                   | 5 (4)  | 0           | 0              | 1      | 0            | 1 (1)       | 0           | 0              | 0           | 0            | 1 (1)            | 0                | 0                | 0                | 0                | 27 (19) | 3           | 0              | 2      | 0            |
| 7  |     | Sterling       | 29 (22)     | 13          | 5              | 1           | 0            | 12 (5)              | 3                   | 2                   | 1                   | 0                   | 3 (2)  | 1           | 0              | 0      | 0            | 2 (2)       | 0           | 1              | 0           | 0            | 0 (0)            | 0                | 0                | 0                | 0                | 46 (31) | 17          | 8              | 2      | 0            |
| 8  |     | Gündoğan       | 27 (21)     | 8           | 4              | 1           | 0            | 10 (6)              | 0                   | 2                   | 1                   | 0                   | 4 (4)  | 2           | 1              | 0      | 0            | 1 (1)       | 0           | 0              | 0           | 0            | 1 (1)            | 0                | 0                | 0                | 0                | 43 (33) | 10          | 7              | 2      | 0            |
| 9  |     | Jesus          | 27 (20)     | 8           | 8              | 1           | 0            | 8 (3)               | 4                   | 1                   | 3                   | 0                   | 4 (4)  | 1           | 2              | 1      | 0            | 1 (0)       | 0           | 0              | 0           | 0            | 0 (0)            | 0                | 0                | 0                | 0                | 40 (27) | 13          | 11             | 5      | 0            |
| 10 |     | Grealish       | 25 (21)     | 3           | 3              | 3           | 0            | 7 (5)               | 1                   | 1                   | 0                   | 0                   | 4 (4)  | 2           | 0              | 0      | 0            | 1 (0)       | 0           | 0              | 0           | 0            | 1 (0)            | 0                | 0                | 0                | 0                | 38 (30) | 6           | 4              | 3      | 0            |
| 11 |     | Zinchenko      | 15 (10)     | 0           | 4              | 0           | 0            | 8 (5)               | 0                   | 2                   | 2                   | 0                   | 5 (4)  | 0           | 0              | 0      | 0            | 0 (0)       | 0           | 0              | 0           | 0            | 0 (0)            | 0                | 0                | 0                | 0                | 28 (19) | 0           | 6              | 2      | 0            |
| 13 |     | Steffen        | 1 (1)       | 0           | 0              | 0           | 0            | 1 (1)               | 0                   | 0                   | 0                   | 0                   | 4 (4)  | 0           | 0              | 1      | 0            | 2 (2)       | 0           | 0              | 0           | 0            | 1 (1)            | 0                | 0                | 0                | 0                | 9 (9)   | 0           | 0              | 1      | 0            |
| 14 |     | Laporte        | 33 (33)     | 4           | 0              | 5           | 1            | 9 (9)               | 0                   | 0                   | 2                   | 0                   | 2 (1)  | 0           | 0              | 0      | 0            | 0 (0)       | 0           | 0              | 0           | 0            | 0 (0)            | 0                | 0                | 0                | 0                | 44 (43) | 4           | 0              | 7      | 1            |
| 16 |     | Rodrigo        | 33 (33)     | 7           | 2              | 5           | 0            | 10 (10)             | 0                   | 0                   | 1                   | 0                   | 2 (2)  | 0           | 0              | 1      | 0            | 0 (0)       | 0           | 0              | 0           | 0            | 1 (0)            | 0                | 0                | 0                | 0                | 46 (45) | 7           | 2              | 7      | 0            |
| 17 |     | De Bruyne      | 30 (25)     | 15          | 8              | 2           | 0            | 10 (9)              | 2                   | 3                   | 2                   | 0                   | 3 (3)  | 1           | 3              | 0      | 0            | 2 (2)       | 1           | 0              | 0           | 0            | 0 (0)            | 0                | 0                | 0                | 0                | 45 (40) | 19          | 14             | 4      | 0            |
| 20 |     | Bernardo       | 35 (33)     | 8           | 4              | 6           | 0            | 11 (11)             | 3                   | 3                   | 0                   | 0                   | 3 (2)  | 2           | 0              | 0      | 0            | 0 (0)       | 0           | 0              | 0           | 0            | 1 (0)            | 0                | 0                | 0                | 0                | 50 (46) | 13          | 7              | 6      | 0            |
| 21 |     | Torres         | 4 (4)       | 2           | 1              | 0           | 0            | 1 (1)               | 0                   | 0                   | 0                   | 0                   | 0 (0)  | 0           | 0              | 0      | 0            | 1 (1)       | 1           | 0              | 0           | 0            | 1 (1)            | 0                | 0                | 0                | 0                | 7 (7)   | 3           | 1              | 0      | 0            |
| 22 |     | Mendy          | 1 (1)       | 0           | 0              | 0           | 0            | 0 (0)               | 0                   | 0                   | 0                   | 0                   | 0 (0)  | 0           | 0              | 0      | 0            | 0 (0)       | 0           | 0              | 0           | 0            | 1 (1)            | 0                | 0                | 0                | 0                | 2 (2)   | 0           | 0              | 0      | 0            |
| 25 |     | Fernandinho    | 19 (11)     | 2           | 1              | 1           | 0            | 8 (2)               | 0                   | 2                   | 1                   | 0                   | 4 (3)  | 0           | 0              | 2      | 0            | 1 (1)       | 0           | 0              | 0           | 0            | 1 (1)            | 0                | 0                | 1                | 0                | 33 (18) | 2           | 3              | 5      | 0            |
| 26 |     | Mahrez         | 27 (14)     | 11          | 5              | 0           | 0            | 12 (11)             | 7                   | 2                   | 1                   | 0                   | 4 (2)  | 4           | 1              | 0      | 0            | 2 (2)       | 2           | 1              | 0           | 0            | 1 (1)            | 0                | 0                | 0                | 0                | 46 (30) | 24          | 9              | 1      | 0            |
| 27 |     | Cancelo        | 36 (36)     | 1           | 7              | 7           | 0            | 9 (9)               | 2                   | 3                   | 3                   | 0                   | 5 (5)  | 0           | 0              | 0      | 0            | 1 (0)       | 0           | 0              | 0           | 0            | 1 (1)            | 0                | 0                | 0                | 0                | 52 (51) | 3           | 10             | 10     | 0            |
| 31 |     | Ederson        | 37 (37)     | 0           | 0              | 3           | 0            | 11 (11)             | 0                   | 0                   | 1                   | 0                   | 1 (1)  | 0           | 0              | 0      | 0            | 0 (0)       | 0           | 0              | 0           | 0            | 0 (0)            | 0                | 0                | 0                | 0                | 49 (49) | 0           | 0              | 4      | 0            |
| 33 |     | Carson         | 0 (0)       | 0           | 0              | 0           | 0            | 1 (0)               | 0                   | 0                   | 0                   | 0                   | 0 (0)  | 0           | 0              | 0      | 0            | 0 (0)       | 0           | 0              | 0           | 0            | 0 (0)            | 0                | 0                | 0                | 0                | 1 (0)   | 0           | 0              | 0      | 0            |
| 37 |     | Kayky          | 1 (0)       | 0           | 0              | 0           | 0            | 0 (0)               | 0                   | 0                   | 0                   | 0                   | 1 (0)  | 0           | 0              | 0      | 0            | 0 (0)       | 0           | 0              | 0           | 0            | 0 (0)            | 0                | 0                | 0                | 0                | 2 (0)   | 0           | 0              | 0      | 0            |
| 47 |     | Foden          | 27 (23)     | 9           | 5              | 1           | 0            | 11 (8)              | 3                   | 2                   | 1                   | 0                   | 4 (3)  | 1           | 2              | 0      | 0            | 2 (1)       | 1           | 2              | 0           | 0            | 0 (0)            | 0                | 0                | 0                | 0                | 44 (36) | 14          | 11             | 2      | 0            |
| 48 |     | Delap          | 1 (0)       | 0           | 0              | 0           | 0            | 1 (0)               | 0                   | 0                   | 0                   | 0                   | 1 (0)  | 0           | 0              | 0      | 0            | 0 (0)       | 0           | 0              | 0           | 0            | 0 (0)            | 0                | 0                | 0                | 0                | 3 (0)   | 0           | 0              | 0      | 0            |
| 53 |     | Edozie         | 0 (0)       | 0           | 0              | 0           | 0            | 0 (0)               | 0                   | 0                   | 0                   | 0                   | 0 (0)  | 0           | 0              | 0      | 0            | 0 (0)       | 0           | 0              | 0           | 0            | 1 (1)            | 0                | 0                | 0                | 0                | 1 (1)   | 0           | 0              | 0      | 0            |
| 56 |     | Egan-Riley     | 1 (0)       | 0           | 0              | 0           | 0            | 1 (1)               | 0                   | 0                   | 0                   | 0                   | 0 (0)  | 0           | 0              | 0      | 0            | 1 (1)       | 0           | 0              | 0           | 0            | 0 (0)            | 0                | 0                | 0                | 0                | 3 (2)   | 0           | 0              | 0      | 0            |
| 79 |     | Mbete          | 0 (0)       | 0           | 0              | 0           | 0            | 1 (0)               | 0                   | 0                   | 0                   | 0                   | 1 (0)  | 0           | 0              | 1      | 0            | 1 (1)       | 0           | 1              | 0           | 0            | 0 (0)            | 0                | 0                | 0                | 0                | 3 (1)   | 0           | 1              | 1      | 0            |
| 80 |     | Palmer         | 4 (2)       | 0           | 0              | 0           | 0            | 3 (0)               | 1                   | 0                   | 0                   | 0                   | 1 (1)  | 1           | 1              | 0      | 0            | 2 (1)       | 1           | 0              | 0           | 0            | 1 (1)            | 0                | 0                | 0                | 0                | 11 (5)  | 3           | 1              | 0      | 0            |
| 87 |     | McAtee         | 2 (0)       | 0           | 0              | 0           | 0            | 1 (0)               | 0                   | 0                   | 0                   | 0                   | 2 (0)  | 0           | 0              | 1      | 0            | 1 (0)       | 0           | 0              | 0           | 0            | 0 (0)            | 0                | 0                | 0                | 0                | 6 (0)   | 0           | 0              | 1      | 0            |
| 90 |     | Lavia          | 0 (0)       | 0           | 0              | 0           | 0            | 0 (0)               | 0                   | 0                   | 0                   | 0                   | 1 (0)  | 0           | 0              | 0      | 0            | 1 (1)       | 0           | 0              | 1           | 0            | 0 (0)            | 0                | 0                | 0                | 0                | 2 (1)   | 0           | 0              | 1      | 0            |
| 94 |     | Burns          | 0 (0)       | 0           | 0              | 0           | 0            | 0 (0)               | 0                   | 0                   | 0                   | 0                   | 0 (0)  | 0           | 0              | 0      | 0            | 1 (1)       | 0           | 0              | 0           | 0            | 0 (0)            | 0                | 0                | 0                | 0                | 1 (1)   | 0           | 0              | 0      | 0            |
| 96 |     | Knight         | 0 (0)       | 0           | 0              | 0           | 0            | 0 (0)               | 0                   | 0                   | 0                   | 0                   | 0 (0)  | 0           | 0              | 0      | 0            | 0 (0)       | 0           | 0              | 0           | 0            | 1 (0)            | 0                | 0                | 0                | 0                | 1 (0)   | 0           | 0              | 0      | 0            |
| 97 |     | Wilson-Esbrand | 0 (0)       | 0           | 0              | 0           | 0            | 0 (0)               | 0                   | 0                   | 0                   | 0                   | 0 (0)  | 0           | 0              | 0      | 0            | 1 (1)       | 0           | 1              | 0           | 0            | 0 (0)            | 0                | 0                | 0                | 0                | 1 (1)   | 0           | 1              | 0      | 0            |

### Buteurs (toutes compétitions)
|       | Buteur          | Premier League | Ligue des Champions | FA Cup | Carabao Cup | Community Shield | Total | MJ |
| ----- | --------------- | -------------- | ------------------- | ------ | ----------- | ---------------- | ----- | -- |
| TOTAL | TOTAL           | 95             | 28                  | 16     | 6           | 0                | 141   | 58 |
| 1     | Riyad Mahrez    | 11             | 7                   | 4      | 2           | 0                | 24    | 46 |
| 2     | Kevin De Bruyne | 15             | 2                   | 1      | 1           | 0                | 19    | 45 |
| 3     | Raheem Sterling | 13             | 3                   | 1      | 0           | 0                | 17    | 46 |
| 4     | Phil Foden      | 9              | 3                   | 1      | 1           | 0                | 14    | 44 |
| 5     | Gabriel Jesus   | 8              | 4                   | 1      | 0           | 0                | 13    | 39 |
| 6     | Bernardo Silva  | 8              | 3                   | 2      | 0           | 0                | 13    | 50 |
| 7     | İlkay Gündoğan  | 8              | 0                   | 2      | 0           | 0                | 10    | 43 |
| 8     | Rodrigo         | 7              | 0                   | 0      | 0           | 0                | 7     | 45 |
| 9     | Jack Grealish   | 3              | 1                   | 2      | 0           | 0                | 6     | 39 |
| 10    | Aymeric Laporte | 4              | 0                   | 0      | 0           | 0                | 4     | 44 |
| 11    | Ferran Torres   | 2              | 0                   | 0      | 1           | 0                | 3     | 7  |
| 12    | Cole Palmer     | 0              | 1                   | 1      | 1           | 0                | 3     | 11 |
| 13    | Nathan Aké      | 2              | 1                   | 0      | 0           | 0                | 3     | 26 |
| 14    | João Cancelo    | 1              | 2                   | 0      | 0           | 0                | 3     | 52 |
| 15    | John Stones     | 1              | 0                   | 1      | 0           | 0                | 2     | 26 |
| 16    | Fernandinho     | 2              | 0                   | 0      | 0           | 0                | 2     | 33 |
| 17    | Rúben Dias      | 2              | 0                   | 0      | 0           | 0                | 2     | 42 |
| 18    | Kyle Walker     | 0              | 1                   | 0      | 0           | 0                | 1     | 31 |

### Passeurs décisifs (toutes compétitions)
|       | Passeur             | Premier League | Ligue des champions | FA Cup | Carabao Cup | Community Shield | Total | MJ |
| ----- | ------------------- | -------------- | ------------------- | ------ | ----------- | ---------------- | ----- | -- |
| TOTAL | TOTAL               | 63             | 24                  | 10     | 6           | 0                | 102   | 58 |
| 1     | Kevin De Bruyne     | 8              | 3                   | 3      | 0           | 0                | 14    | 45 |
| 2     | Gabriel Jesus       | 8              | 1                   | 2      | 0           | 0                | 11    | 39 |
| 3     | Phil Foden          | 5              | 2                   | 2      | 2           | 0                | 11    | 44 |
| 4     | João Cancelo        | 7              | 3                   | 0      | 0           | 0                | 10    | 51 |
| 5     | Riyad Mahrez        | 5              | 2                   | 1      | 1           | 0                | 9     | 46 |
| 6     | Raheem Sterling     | 5              | 2                   | 0      | 1           | 0                | 8     | 46 |
| 7     | İlkay Gündoğan      | 4              | 2                   | 1      | 0           | 0                | 7     | 43 |
| 8     | Bernardo Silva      | 4              | 3                   | 0      | 0           | 0                | 7     | 51 |
| 9     | Oleksandr Zinchenko | 4              | 2                   | 0      | 0           | 0                | 6     | 28 |
| 10    | Rúben Dias          | 4              | 1                   | 0      | 0           | 0                | 5     | 42 |
| 11    | Jack Grealish       | 3              | 1                   | 0      | 0           | 0                | 4     | 38 |
| 12    | Fernandinho         | 1              | 2                   | 0      | 0           | 0                | 3     | 33 |
| 13    | Kyle Walker         | 2              | 0                   | 0      | 0           | 0                | 2     | 31 |
| 14    | Rodrigo             | 2              | 0                   | 0      | 0           | 0                | 2     | 45 |
| 15    | Josh Wilson-Esbrand | 0              | 0                   | 0      | 1           | 0                | 1     | 1  |
| 16    | Luke Mbete          | 0              | 0                   | 0      | 1           | 0                | 1     | 3  |
| 17    | Ferran Torres       | 1              | 0                   | 0      | 0           | 0                | 1     | 6  |
| 18    | Cole Palmer         | 0              | 0                   | 1      | 0           | 0                | 1     | 11 |